# Josip Račić
Josip Račić (Horvati pokraj Zagreba, 22. ožujka 1885. – Pariz, 19. lipnja 1908.), hrvatski slikar.
Učio je litografski zanat u Zagrebu, a 1904. godine otišao je u Beč pa u München, gdje upisuje crtačku školu u kojoj s Hermanom, Becičem i Kraljevićem čini zasebnu grupu nazvanu "Die kroatische Schule". Godine 1908. otišao je u Pariz i napravio seriju akvarela s motivima pariških mostova, avenija i parkova. Nađen je ustrijeljen u svojoj hotelskoj sobi. 
Ubraja se među utemeljitelje hrvatske moderne. Tajanstvena smrt pobudila je zanimanje javnosti. Apsurdnost je tim veća što mu je, nakon položena prijemnoga ispita i upisa na Akademiju likovnih umjetnosti, odbijen zahtjev za stipendiju, a cijeli svoj umjetnički opus Račić je stvorio u teškim uvjetima, zapravo kao student. I tako mlad postao je velikanom hrvatske moderne. Posebna značajka njegova slikarstva je posvjetljivanje tamnih prostranstava ljudske duševnosti.
Po Račiću se zove prestižna hrvatska likovna nagrada koju daje hrvatski dnevni list Vjesnik, nagrada Josip Račić.

## Poveznice
- Minhenski krug